# Rap Game Compilation - Povera Italia! Vol. 3
Rap Game Compilation - Povera Italia! Vol. 3 è la quarta raccolta del rapper italiano Jesto, pubblicata nel 2011.

## Tracce
1. Jesto – Rap Game – 3:58
2. Primo & Squarta – Cantano tutti – 2:49
3. Cane Secco – Carcere a vita (feat. Coez) – 3:01
4. Jimmy – Il meglio che ho (feat. Gemitaiz) – 3:24
5. Killa Cali – Musica ribelle – 3:47
6. Amir – Large on the Streets – 2:43
7. Uzi Junker – Resto qua – 2:42
8. Gemitaiz – Nun ce la faccio più – 3:16
9. Kiave – Lettera al sole (feat. Hyst) – 3:37
10. Jesto – Il giorno che – 4:11
11. Hyst – Kamikaze – 5:03
12. Clementino & DJ 2P – Kill Vips – 3:23
13. Baby K – In piedi – 3:29
14. Pula+ – -10 kg (di tristezza) – 3:13
15. Gose – Chiuso in un quartiere – 2:47
16. MadMan – Questa merda – 2:50
17. Kiave – Live Report (feat. Patrick Benifei) – 3:54
18. Cane Secco – Veniteme a fermà – 3:41
19. Pordinero – Stappa – 3:10
20. Hyst – Il cambiamento (feat. Ghemon & Jimmy) – 5:51
21. Jesto – Rap Game RMX – 3:49